# زاندرسدوف-برينا
زاندرزدوف برنا (بالألمانية: Sandersdorf-Brehna) هي بلدة ألمانية تقع في ألمانيا في ساكسونيا أنهالت. يقدر عدد سكانها بـ 16,196 نسمة .